# مغامرات دورا
مغامرات دورا (بالإنجليزية: Dora the Explorer) هو مسلسل أمريكي الأصل يحكي عن مغامرات الطفلة دورا وصديقها القرد «موزو»، ولكل حلقة مغامرة مختلفة يجب عليهم القيام بها. في بداية الامر يطلبان الخريطة وينادوها «خريطة» فتظهر وتغني أغنيتها ثم تقول لهما ثلاث أمكنة يجب أن يعبراها وتخبرهما عن الطريق، «حقيبة الظهرِ» هي حقيبة متكلمة بها بعض الأغراض التي تجعلهما يقومان بالمغامرات ويتعرض لهما الثعلب «سَنْقَر» وهو ثعلب مكّار يحاول دائما سرقة أشياء دورا وموزو وفي بعض الأوقات يوقفاه بالقول له سنقر لاتسرق ثلاث مرات.

## قصة المسلسل
دورا هي طفلة صغيرة تعيش مع أمها وأبيها في منزل جميل، والعائلة مهمة جداً بالنسبة لها. في كل يوم تسافر دورا حاملة حقيبتها الصغيرة بصحبة صديقها القرد موزو إلى عدة مناطق بغرض اكتشافها. وهي طفلة مستكشفة يدفعها فضولها وشجاعتها إلى التعرف أكثر على نفسها وعلى العالم. وهو برنامج مفيد جدا للأطفال الصغار وأهم ما يميزه هو أنه يعلم الأطفال التفاعل مع الكرتون وليس مجرد التلقي كما أنه يعلم اللغة الإنجليزية.

## الشخصيات
- دورا
- موزو
- الثعلب سنقر
- تيكو السنجاب
- إيسا آكلة العشب
- بيني الثور
- الديك الأحمر الكبير
- الخريطة
- حقيبة الظهر
- مستر توكان

## الأصوات العربية

### نسخة الدبلجة المصرية
- مريم عبد العزيز (دورا) (اللغة العربية)
- نازلى رضا (دورا) (اللغة الإنجليزية)
- عادل عمر/خلود عمر (موزو)
- أحمد خيري (سنقر)
- معوض إسماعيل (الخريطة)
- أحمد خالد (حقبية الظهر)
- إيمان غنيم (إيسا)
- على محمد (تيكو)
- منال زايد/ياسمين ياسر (بيني)
- مصطفى البراء
- ياسمين نجيب
- مصطفى سامي
- كمال عطية
- هشام الجندي
- نهى قيس
- سلوى عبد الوهاب
- نرفانا هشام

## وصلات خارجية
- مغامرات دورا على موقع IMDb (الإنجليزية)
- مغامرات دورا على موقع ميتاكريتيك (الإنجليزية)
- مغامرات دورا على موقع روتن توميتوز (الإنجليزية)
- مغامرات دورا على موقع نتفليكس (الإنجليزية)
- مغامرات دورا على موقع ميوزك برينز (الإنجليزية)
- مغامرات دورا على موقع كينوبويسك (الروسية)
- مغامرات دورا على موقع ألو سيني (الفرنسية)
- مغامرات دورا على موقع قاعدة بيانات الفيلم (الإنجليزية)